# Campeonato de Tercera División 1935 (Argentina)
El Campeonato de Tercera División 1935, fue la trigésimo séptima temporada de la Tercera División y la primera edición del torneo en el profesionalismo del fútbol argentino a causa de la fusión de la AAF y LAF para conformar la actual AFA.
Como consecuencia de esta fusión, fueron relegados a la categoría los siete clubes de la Primera División de la AAF que habían logrado el ascenso tras la reestructuración de 1933 y los veinte clubes de la Segunda División. Durante el proceso se desafiliaron Gutenberg y Liberal Argentino (de la Primera) y Lomas y Honor y Patria (de la Segunda); fueron rechazados La Paternal, Almirante Brown, Gimnasia y Esgrima de Lanús, San Miguel, El Progreso, Defensores de Santos Lugares y Ramsar, todos provenientes de la Segunda División de AAF. Finalmente, los cuatro últimos fueron reincorporados. A ellos se les sumó el promovido Unión (Caseros).
El campeón fue Progresista, tras vencer en el desempate a 25 de Mayo.

## Promociones y relegaciones
| Pos.  | Relegados de Primera División de AAF 1934 |
| ----- | ----------------------------------------- |
| Releg | Acassuso                                  |
| Releg | Sp. Alsina                                |
| Releg | General San Martín                        |
| Releg | Palermo                                   |
| Releg | Ramsar                                    |

|  |

| Pos.  | Relegados de Segunda División de AAF 1934 |
| ----- | ----------------------------------------- |
| Releg | 25 de Mayo                                |
| Releg | Bella Vista                               |
| Releg | Boulogne                                  |
| Releg | Central Argentino                         |
| Releg | Defensores de Santos Lugares              |
| Releg | El Progreso                               |
| Releg | Estrella Blanca                           |
| Releg | Florida                                   |
| Releg | Huracán de San Justo                      |
| Releg | Liniers                                   |
| Releg | Los Andes                                 |
| Releg | Marplatense                               |
| Releg | Olivos                                    |
| Releg | Progresista                               |
| Releg | San Miguel                                |

|  |

| Pos. | Promovidos a Tercera División 1935 |
| ---- | ---------------------------------- |
| Prom | Unión (C)                          |

## Equipos participantes
| Equipo                       | Ciudad          |
| ---------------------------- | --------------- |
| 25 de Mayo                   | Martínez        |
| Acassuso                     | San Isidro      |
| Alsina                       | Valentín Alsina |
| Bella Vista                  | Bella Vista     |
| Boulogne                     | Boulogne        |
| Central Argentino            | Villa Maipú     |
| Defensores de Santos Lugares | Santos Lugares  |
| El Progreso                  | Lanús           |
| Estrella Blanca              | Lanús           |
| Florida                      | Florida         |
| General San Martín           | San Martín      |
| Huracán de San Justo         | San Justo       |
| Liniers                      | Ciudadela       |
| Los Andes                    | Lomas de Zamora |
| Marplatense                  | Lanús           |
| Olivos                       | Olivos          |
| Palermo                      | Buenos Aires    |
| Progresista                  | Gerli           |
| Ramsar                       | Ramos Mejía     |
| San Miguel                   | San Miguel      |
| Unión                        | Caseros         |

### Distribución geográfica de los equipos
| Región                        | Cant. | Equipos                                                     |
| ----------------------------- | ----- | ----------------------------------------------------------- |
| Partido de Lanús              | 4     | El Progreso, Estrella Blanca, Marplatense y Sportivo Alsina |
| Partido de San Isidro         | 3     | 25 de Mayo, Acassuso y Boulogne                             |
| Partido de Tres de Febrero    | 3     | Defensores de Santos Lugares, Liniers y Unión (C)           |
| Partido de General San Martín | 2     | Central Argentino y General San Martín                      |
| Partido de La Matanza         | 2     | Huracán de San Justo y Ramsar                               |
| Partido de San Miguel         | 2     | Bella Vista y San Miguel                                    |
| Partido de Vicente López      | 2     | Olivos y Sp. Florida                                        |
| Ciudad de Buenos Aires        | 1     | Palermo                                                     |
| Partido de Avellaneda         | 1     | Progresista                                                 |
| Partido de Lomas de Zamora    | 1     | Los Andes                                                   |

## Formato
Los veintidós equipos fueron divididos en tres zonas: Norte, compuesta por 8 equipos; Sur, compuesta por 6 equipos y Oeste, compuesta también por 8 equipos. En cada una de las zonas se enfrentaron todos contra todos a tres rondas. El ganador de cada una de las zonas clasificó al triangular final por el ascenso.

### Ascensos
El ganador del triangular final se consagró campeón y debía ser el que obtenga el ascenso a la segunda división. Sin embargo, eso no ocurrió.

### Descensos
No hubo descensos esta temporada ya que no había categoría inferior.

## Zona Norte

### Tabla de posiciones final
| Pos. | Equipo             | Pts. | PJ | PG | PE | PP | GF | GC | Dif. |
| ---- | ------------------ | ---- | -- | -- | -- | -- | -- | -- | ---- |
| 1.º  | 25 de Mayo         | 35   | 21 | 15 | 5  | 1  | 31 | 17 | 14   |
| 2.º  | Boulogne           | 31   | 21 | 13 | 5  | 3  | 36 | 17 | 19   |
| 3.º  | Acassuso           | 26   | 21 | 12 | 2  | 7  | 33 | 12 | 21   |
| 4.º  | Palermo            | 20   | 21 | 9  | 2  | 10 | 27 | 30 | −3   |
| 5.º  | Central Argentino  | 20   | 21 | 9  | 2  | 10 | 16 | 23 | −7   |
| 6.º  | Sp. Florida        | 16   | 21 | 7  | 2  | 12 | 20 | 27 | −7   |
| 7.º  | General San Martín | 15   | 21 | 6  | 3  | 12 | 13 | 34 | −21  |
| 8.º  | Olivos             | 5    | 21 | 2  | 1  | 18 | 7  | 23 | −16  |

|  | Clasificado a la fase final. |

## Zona Sur

### Tabla de posiciones final
| Pos. | Equipo          | Pts. | PJ | PG | PE | PP | GF | GC | Dif. |
| ---- | --------------- | ---- | -- | -- | -- | -- | -- | -- | ---- |
| 1.º  | Progresista     | 25   | 15 | 11 | 3  | 1  | 37 | 20 | 17   |
| 2.º  | Marplatense     | 18   | 15 | 9  | 0  | 6  | 20 | 18 | 2    |
| 3.º  | Sp. Alsina      | 17   | 15 | 8  | 1  | 6  | 23 | 7  | 16   |
| 4.º  | Los Andes       | 14   | 15 | 6  | 2  | 7  | 19 | 21 | −2   |
| 5.º  | El Progreso     | 12   | 15 | 5  | 2  | 8  | 23 | 37 | −14  |
| 6.º  | Estrella Blanca | 4    | 15 | 1  | 2  | 12 | 12 | 31 | −19  |

|  | Clasificado a la fase final. |

## Zona Oeste

### Tabla de posiciones final
| Pos. | Equipo                       | Pts. | PJ | PG | PE | PP | GF | GC | Dif. |
| ---- | ---------------------------- | ---- | -- | -- | -- | -- | -- | -- | ---- |
| 1.º  | Unión (C)                    | 25   | 15 | 11 | 3  | 1  | 23 | 6  | 17   |
| 2.º  | Bella Vista                  | 17   | 15 | 7  | 3  | 5  | 23 | 23 | 0    |
| 3.º  | San Miguel                   | 16   | 15 | 6  | 4  | 5  | 21 | 17 | 4    |
| 4.º  | Huracán de San Justo         | 15   | 15 | 6  | 3  | 6  | 22 | 17 | 5    |
| 5.º  | Liniers                      | 14   | 15 | 5  | 4  | 6  | 27 | 22 | 5    |
| 6.º  | Ramsar                       | 3    | 15 | 1  | 1  | 13 | 9  | 40 | −31  |
| —    | Defensores de Santos Lugares | 0    | 0  | 0  | 0  | 0  | 0  | 0  | 0    |
| —    | Palermo                      | 0    | 0  | 0  | 0  | 0  | 0  | 0  | 0    |

|  | Clasificado a la fase final. |

### Resultados
| Fecha 1              | Fecha 1   | Fecha 1                      | Fecha 1   |
| Local                | Resultado | Visitante                    | Fecha     |
| -------------------- | --------- | ---------------------------- | --------- |
| Ramsar               | 1 - 2     | Bella Vista                  | 5 de mayo |
| San Miguel           | 1 - 1     | Liniers                      | 5 de mayo |
| Huracán de San Justo |           | Defensores de Santos Lugares | 5 de mayo |

| Fecha 2     | Fecha 2   | Fecha 2              | Fecha 2    |
| Local       | Resultado | Visitante            | Fecha      |
| ----------- | --------- | -------------------- | ---------- |
| Unión       | 0 - 1     | Huracán de San Justo | 12 de mayo |
| Bella Vista | 1 - 3     | San Miguel           | 12 de mayo |
| Palermo     |           | Ramsar               | 12 de mayo |

| Fecha 3   | Fecha 3   | Fecha 3              | Fecha 3    |
| Local     | Resultado | Visitante            | Fecha      |
| --------- | --------- | -------------------- | ---------- |
| Liniers   | 2 - 2     | Huracán de San Justo | 19 de mayo |
| Unión (C) | 2 - 0     | Ramsar               | 19 de mayo |

| Fecha 4              | Fecha 4   | Fecha 4     | Fecha 4    |
| Local                | Resultado | Visitante   | Fecha      |
| -------------------- | --------- | ----------- | ---------- |
| Huracán de San Justo | 2 - 2     | Bella Vista | 26 de mayo |
| San Miguel           |           | Ramsar      | 26 de mayo |
| Unión (C)            | 0 - 0     | Liniers     | 26 de mayo |

| Fecha 5    | Fecha 5   | Fecha 5     | Fecha 5    |
| Local      | Resultado | Visitante   | Fecha      |
| ---------- | --------- | ----------- | ---------- |
| Liniers    | 3 - 3     | Bella Vista | 2 de junio |
| San Miguel | 0 - 0     | Unión       | 2 de junio |

| Fecha 6   | Fecha 6   | Fecha 6              | Fecha 6    |
| Local     | Resultado | Visitante            | Fecha      |
| --------- | --------- | -------------------- | ---------- |
| Ramsar    | 1 - 6     | Huracán de San Justo | 9 de junio |
| Unión (C) | 3 - 2     | Bella Vista          | 9 de junio |

| Fecha 7              | Fecha 7   | Fecha 7    | Fecha 7     |
| Local                | Resultado | Visitante  | Fecha       |
| -------------------- | --------- | ---------- | ----------- |
| Huracán de San Justo | 0 - 0     | San Miguel | 16 de junio |
| Ramsar               | 2 - 4     | Liniers    | 16 de junio |

|  | Anulado. |

| Fecha 8     | Fecha 8   | Fecha 8    | Fecha 8     |
| Local       | Resultado | Visitante  | Fecha       |
| ----------- | --------- | ---------- | ----------- |
| Bella Vista | 3 - 0     | Ramsar     | 23 de junio |
| Liniers     | 3 - 5     | San Miguel | 23 de junio |

| Fecha 9              | Fecha 9   | Fecha 9     | Fecha 9     |
| Local                | Resultado | Visitante   | Fecha       |
| -------------------- | --------- | ----------- | ----------- |
| Huracán de San Justo | 3 - 0     | Unión (C)   | 30 de junio |
| San Miguel           | 1 - 2     | Bella Vista | 30 de junio |

| Fecha 10             | Fecha 10  | Fecha 10  | Fecha 10    |
| Local                | Resultado | Visitante | Fecha       |
| -------------------- | --------- | --------- | ----------- |
| Huracán de San Justo | 3 - 0     | Liniers   | 21 de julio |
| Ramsar               | 0 - 2     | Unión (C) | 21 de julio |

| Fecha 11    | Fecha 11  | Fecha 11             | Fecha 11    |
| Local       | Resultado | Visitante            | Fecha       |
| ----------- | --------- | -------------------- | ----------- |
| Bella Vista | 0 - 1     | Huracán de San Justo | 28 de julio |
| Ramsar      | 1 - 5     | San Miguel           | 28 de julio |
| Liniers     | 0 - 2     | Unión (C)            | 28 de julio |

| Fecha 12    | Fecha 12  | Fecha 12   | Fecha 12    |
| Local       | Resultado | Visitante  | Fecha       |
| ----------- | --------- | ---------- | ----------- |
| Bella Vista | 0 - 1     | Liniers    | 4 de agosto |
| Unión (C)   | 2 - 0     | San Miguel | 4 de agosto |

| Fecha 13             | Fecha 13  | Fecha 13  | Fecha 13     |
| Local                | Resultado | Visitante | Fecha        |
| -------------------- | --------- | --------- | ------------ |
| Huracán de San Justo | 2 - 0     | Ramsar    | 11 de agosto |
| Bella Vista          | 0 - 3     | Unión (C) | 11 de agosto |

| Fecha 14   | Fecha 14  | Fecha 14             | Fecha 14     |
| Local      | Resultado | Visitante            | Fecha        |
| ---------- | --------- | -------------------- | ------------ |
| San Miguel | 1 - 3     | Huracán de San Justo | 18 de agosto |
| Liniers    | 4 - 0     | Ramsar               | 18 de agosto |

| Fecha 15   | Fecha 15  | Fecha 15    | Fecha 15 |
| Local      | Resultado | Visitante   |          |
| ---------- | --------- | ----------- | -------- |
| Ramsar     |           | Bella Vista |          |
| San Miguel |           | Liniers     |          |

| Fecha 16    | Fecha 16  | Fecha 16             | Fecha 16 |
| Local       | Resultado | Visitante            |          |
| ----------- | --------- | -------------------- | -------- |
| Unión       |           | Huracán de San Justo |          |
| Bella Vista |           | San Miguel           |          |

| Fecha 17  | Fecha 17  | Fecha 17             | Fecha 17 |
| Local     | Resultado | Visitante            |          |
| --------- | --------- | -------------------- | -------- |
| Liniers   |           | Huracán de San Justo |          |
| Unión (C) |           | Ramsar               |          |

| Fecha 18             | Fecha 18  | Fecha 18    | Fecha 18 |
| Local                | Resultado | Visitante   |          |
| -------------------- | --------- | ----------- | -------- |
| Huracán de San Justo |           | Bella Vista |          |
| San Miguel           |           | Ramsar      |          |
| Unión (C)            |           | Liniers     |          |

| Fecha 19   | Fecha 19  | Fecha 19    | Fecha 19 |
| Local      | Resultado | Visitante   |          |
| ---------- | --------- | ----------- | -------- |
| Liniers    |           | Bella Vista |          |
| San Miguel |           | Unión       |          |

| Fecha 20  | Fecha 20  | Fecha 20             | Fecha 20 |
| Local     | Resultado | Visitante            |          |
| --------- | --------- | -------------------- | -------- |
| Ramsar    |           | Huracán de San Justo |          |
| Unión (C) |           | Bella Vista          |          |

| Fecha 21             | Fecha 21  | Fecha 21   | Fecha 21 |
| Local                | Resultado | Visitante  |          |
| -------------------- | --------- | ---------- | -------- |
| Huracán de San Justo |           | San Miguel |          |
| Ramsar               |           | Liniers    |          |

## Fase final

### Tabla de posiciones
| Pos. | Equipo      | Pts. | PJ | PG | PE | PP | GF | GC | Dif. |
| ---- | ----------- | ---- | -- | -- | -- | -- | -- | -- | ---- |
| 1.º  | Progresista | 3    | 2  | 1  | 1  | 0  | 4  | 3  | 1    |
| 2.º  | 25 de Mayo  | 3    | 2  | 1  | 1  | 0  | 3  | 2  | 1    |
| 3.º  | Unión (C)   | 0    | 2  | 0  | 0  | 2  | 1  | 3  | −2   |

|  | Jugaron un desempate. |

#### Desempate
Al finalizar igualados en puntos en el triangular, Progresista y 25 de Mayo jugaron un desempate para determinar al campeón, que constó de dos partidos.
| Local                                                   | Resultado | Visitante   | Fecha           |
| ------------------------------------------------------- | --------- | ----------- | --------------- |
| Progresista                                             | 2 - 0     | 25 de Mayo  | 8 de diciembre  |
| 25 de Mayo                                              | 3 - 3     | Progresista | 22 de diciembre |
| Progresista se consagró campeón con un global de 5 - 3. |           |             |                 |

|                                 |
|                                 |
| Campeón Progresista 1.er título |

### Resultados
| Fecha 1           | Fecha 1   | Fecha 1     | Fecha 1         |
| Local             | Resultado | Visitante   | Fecha           |
| ----------------- | --------- | ----------- | --------------- |
| Unión (C)         | 1 - 2     | Progresista | 10 de noviembre |
| Libre: 25 de Mayo |           |             |                 |

| Fecha 2            | Fecha 2   | Fecha 2   | Fecha 2         |
| Local              | Resultado | Visitante | Fecha           |
| ------------------ | --------- | --------- | --------------- |
| 25 de Mayo         | 1 - 0     | Unión (C) | 24 de noviembre |
| Libre: Progresista |           |           |                 |

| Fecha 3          | Fecha 3   | Fecha 3     | Fecha 3        |
| Local            | Resultado | Visitante   | Fecha          |
| ---------------- | --------- | ----------- | -------------- |
| 25 de Mayo       | 2 - 2     | Progresista | 1 de diciembre |
| Libre: Unión (C) |           |             |                |